# Кошиць Павло Олексійович
Ко́шиць Павло́ Олексі́йович (Порай-Кошиць) (26 (14) січня 1863, с. Кирилівка на Київщині, тепер с. Шевченкове Звенигородського району Черкаської області) — 15 (2) березня 1904, Москва) — український і російський оперний і камерний співак (ліричний, лірико-драматичний тенор), педагог. Двоюрідний брат Олександра Кошиця. Батько співачки Ніни Кошиць.

## Життєпис
Народився 26 (14) січня 1863 у селі Кирилівка на Київщині (тепер с. Шевченкове Звенигородського району Черкаської області).
Із давнього священицького роду, що належав до гербу Порай. Освіту отримав у Богуславській і Київській духовних семінаріях.
У 1880-х співав у Нижегородській капелі купця В. Рукавишникова.
1886 навчався співу в Московській консерваторії (клас Ф. Комісаржевського), три роки удосконалювався в Мілані (у маестро Поцці), дебютував на сцені театру м. Верчеллі (Італія, 1887), мав успіх в оперних театрах Італії (1887—1889), Греції, Гватемали.
З 1890 — соліст Тифліської опери. Також працював в Баку.

1891–1892 виступав у Київській опері, блискуче дебютував у ролі Отелло (однойменна опера Дж. Верді), мав великий успіх у партіях Ленського, Рауля та Іоанна Лейденського («Євгеній Онєгін» П. Чайковського, «Гугеноти», «Пророк» Дж. Мейєрбера).
Високо оцінений П. Чайковським за партію Германа у «Піковій дамі».
Витримавши конкурс, став солістом Большого театру в Москві (1893—1903).
Мав красивий, сильний голос широкого діапазону з багатою тембровою палітрою, як актор був артистичним й імпозантним.
Брав участь у прем'єрних виставах, не відмовлявся від ризикованого розширення свого амплуа — «Паяци» Р. Леонкавалло (Каніо), «Зігфрід» Р. Вагнера (1894, Зігфрід), «Троянці в Карфагені» Г. Берліоза (Еней). Став улюбленцем публіки. У камерних концертах виконував романси П. Чайковського і М. Лисенка («Огні горять»).
Зірвав голос. 1904 був звільнений з театру з призначенням мізерної пенсії. Деякий час приватно викладав спів. 15 (2) березня 1904 покінчив життя самогубством у Москві.

## Партії
- Герман («Пікова дама» П. Чайковського)
- Отелло (однойменна опера Дж. Верді)
- Ленський («Євгеній Онєгін» П. Чайковського)
- Рауль («Гугеноти» Дж. Мейєрбера)
- Іоанн Лейденський («Пророк» Дж. Мейєрбера)
- Каніо («Паяци» Р. Леонкавалло)
- Зігфрід («Зігфрід» Р. Вагнера, 1894)
- Еней («Троянці в Карфагені» Г. Берліоза)
- Фінн («Руслан і Людмила» М. Глінки)
- Князь («Русалка» О. Даргомижського)
- Вакула («Черевички» П. Чайковського)
- Берендей («Снігуронька» М. Римського-Корсакова)
- Макс («Вільний стрілець» К.-М. Вебера)
- Едґар («Лючія ді Ламмермур» Ґ. Доніцетті)
- Герцог («Ріґолетто» Дж. Верді)
- Альфред («Травіата» Дж. Верді)
- Роберт-диявол (однойм. опера Дж. Мейєрбера)
- Єлеазар («Жидівка» Ф. Галеві)
- Хозе («Кармен» Ж. Бізе)
- Лоенґрін («Лоенґрін» Р. Ваґнера)
- Зиґмунд («Валькірія» Р. Ваґнера)
- Тангейзер («Тангейзер» Р. Вагнера)
- Васко да Гама («Африканка» Мейєрбера)
- Андрій («Опричник» П. Чайковського)